# Mary Cunningham Boyce
Mary Cunningham Boyce est professeur d'ingénierie à l'Université Columbia. Elle est recteur de l'Université Columbia depuis juillet 2021. Auparavant, elle est doyenne de la Fu Foundation School of Engineering and Applied Science de 2013 à 2021.
Ses recherches portent sur les matériaux et la mécanique, en particulier dans les domaines de la mécanique multi-échelles des polymères et des composites souples, tant ceux d'origine humaine que ceux formés naturellement.

## Biographie
Boyce obtient un baccalauréat ès sciences en sciences de l'ingénieur et en mécanique de l'Institut polytechnique et université d'État de Virginie en 1981. Elle obtient également une maîtrise ès sciences et un doctorat en philosophie en génie mécanique du Massachusetts Institute of Technology en 1984 et 1987. Avant de rejoindre l'Université de Columbia, Boyce passe vingt-cinq ans en tant que membre du corps professoral du MIT. Au cours de ses dernières années au MIT, elle est chef du département de génie mécanique et professeur Ford d'ingénierie.
Les recherches de Boyce portent sur la mécanique multi-échelle des polymères, des composites mous et des tissus mous, la théorie, le calcul et les éléments expérimentaux du comportement non linéaire, à déformation finie, élastique et inélastique, dépendant du temps des matériaux à base de polymères. Auteur de plus de 170 publications avec son groupe, elle est également titulaire de cinq brevets américains. Boyce encadre plus de 25 doctorants  dont Ellen Arruda  et de nombreux chercheurs postdoctoraux.
Boyce est largement reconnue pour ses réalisations académiques, notamment son élection en tant que membre de l'American Society of Mechanical Engineers, de l'American Academy of Mechanics et de l'Académie américaine des arts et des sciences. Elle est également élue membre de la Académie nationale d'ingénierie des États-Unis en 2012 pour ses contributions à la compréhension de la mécanique de la déformation dans les solides polymères artificiels et naturels. En 2020, elle est la première femme à recevoir la médaille Timoshenko de l'American Society of Mechanical Engineers.